# Alenka Bratušek
Alenka Bratušek (ur. 31 marca 1970 w Celje) – słoweńska polityk, deputowana do Zgromadzenia Państwowego, minister, wicepremier, przewodnicząca Pozytywnej Słowenii (2013–2014), założycielka Sojuszu Alenki Bratušek, W latach 2013–2014 premier Słowenii.

## Życiorys

### Wykształcenie i działalność zawodowa
Alenka Bratušek urodziła się w 1970 w Celje. W 1991 ukończyła studia na wydziale nauk przyrodniczych i technologii Uniwersytetu Lublańskiego, a w 2006 zarządzanie na wydziale nauk społecznych.
W latach 1995–2003 pracowała w Ministerstwie Gospodarki, m.in. jako dyrektor departamentu budżetowego ds. rolnictwa, finansów i usług rządowych, a następnie jako dyrektor departamentu budżetu. Od 2005 do 2011 pełniła funkcję dyrektora departamentu budżetu w Ministerstwie Finansów.

### Działalność polityczna
W wyborach parlamentarnych w grudniu 2011 zdobyła mandat deputowanej do Zgromadzenia Państwowego z ramienia Pozytywnej Słowenii. W styczniu 2013 została przewodniczącą Pozytywnej Słowenii, po rezygnacji ze stanowiska przez Zorana Jankovicia. 27 lutego 2013, po wyrażeniu wotum nieufności wobec rządu Janeza Janšy, parlament powierzył jej misję utworzenia nowego gabinetu. Nową koalicję poza macierzystym ugrupowaniem utworzyli Socjaldemokraci, Lista Obywatelska i Demokratyczna Partia Emerytów Słowenii. 20 marca 2013 parlament udzielił rządowi Alenki Bratušek wotum zaufania większością 52 głosów.
W kwietniu 2014 utraciła przywództwo w partii, przegrywając ze swoim poprzednikiem, 29 kwietnia wystąpiła z partii. 3 maja 2014 podała się do dymisji, która została przyjęta 8 maja 2014. 31 maja tego samego roku założyła nową partię o nazwie Sojusz Alenki Bratušek. Z jego ramienia uzyskała mandat poselski w wyniku przedterminowych wyborów z 13 lipca 2014. Obowiązki premiera sprawowała do 18 września 2014, kiedy to został powołany nowy rząd, na którego czele stanął Miro Cerar. Od kwietnia 2014 jednocześnie pełniła obowiązki ministra zdrowia.
Alenka Bratušek była pierwotną kandydatką (zgłoszoną przez swój ustępujący gabinet) na słoweńskiego członka nowej Komisji Europejskiej Jean-Claude’a Junckera, jednak w październiku 2014 jej kandydatura została wycofana z powodu sprzeciwu Parlamentu Europejskiego, a także niechęci do jej kandydatury ze strony nowego słoweńskiego rządu, który rekomendował następnie kandydaturę Violety Bulc.
W wyborach w 2018 jej ugrupowanie (pod nazwą Partia Alenki Bratušek) przekroczyło próg wyborczy, jednak była premier nie została ponownie wybrana do parlamentu. We wrześniu 2018 objęła urząd ministra infrastruktury w nowym gabinecie, na czele którego stanął Marjan Šarec. Została także jednym z pięciu wicepremierów tego rządu. Funkcje te sprawowała do marca 2020, odchodząc z nich w związku z dymisją rządu. W 2022 powołana na stanowisko sekretarza stanu w ministerstwie infrastruktury. W tym samym roku wraz ze swoim ugrupowaniem dołączyła do Ruchu Wolności. W styczniu 2023 dołączyła do rządu Roberta Goloba, obejmując w nim stanowisko ministra infrastruktury.